# Liste der Nummer-eins-Hits in Japan (1986)
Die Liste der japanischen Nummer-eins-Hits enthält die Daten vom 1. Januar bis zum 31. Dezember 1986. Die letzte Woche im Jahr fällt mit der ersten Woche des neuen Jahres zusammen. Angegeben sind die Verkaufszahlen der jeweiligen Nummer eins in ihrer Woche. Alle Angaben basieren auf den offiziellen japanischen Charts von Oricon.

## Singles
| ← 1985 ← | Liste der Nummer-eins-Hits in Japan | Liste der Nummer-eins-Hits in Japan | Liste der Nummer-eins-Hits in Japan | 1987 →                    |
| \| Zeitraum \| Wo. ges. \| Interpret \| Titel Autor(en) \| Zusätzliche Informationen \| \| (Zeitraum, Wochen auf Platz eins, Interpret, Titel, Autor[en], zusätzliche Informationen) \| \| \| \| \| \| ----------------------------------------------------------------------------------------- \| -------- \| ---------------------- \| -------------------------------- \| ------------------------- \| \| 30. Dezember 1985 – 12. Januar 1986 2 Wochen (insgesamt 5) \| 5 \| Akiko Kobayashi \| Koi ni Ochite: Fall in Love \| – \| \| 13. Januar 1986 – 2. Februar 1986 3 Wochen \| 3 \| Eri Nitta \| Fuyu no Opera Glass \| – \| \| 3. Februar 1986 – 9. Februar 1986 1 Woche \| 1 \| Ushiroyubi Sasare-gumi \| Banana no namida \| – \| \| 10. Februar 1986 – 16. Februar 1986 1 Woche \| 1 \| Yukiko Okada \| Kuchibiru Network \| – \| \| 17. Februar 1986 – 23. Februar 1986 1 Woche \| 1 \| Akina Nakamori \| DESIRE -Jōnetsu- \| – \| \| 24. Februar 1986 – 2. März 1986 1 Woche \| 1 \| Momoko Kikuchi \| Broken Sunset \| – \| \| 3. März 1986 – 9. März 1986 1 Woche \| 1 \| Onyanko Club \| Jā ne \| – \| \| 10. März 1986 – 23. März 1986 2 Wochen \| 2 \| Akie Yoshizawa \| Kisetsu hazure no koi \| – \| \| 24. März 1986 – 30. März 1986 1 Woche \| 1 \| Misato Watanabe \| My Revolution \| – \| \| 31. März 1986 – 13. April 1986 2 Wochen \| 2 \| Sonoko Kawai \| Aoi Stasion \| – \| \| 14. April 1986 – 20. April 1986 1 Woche \| 1 \| Nyangiras \| Watashi wa Rika-chan \| – \| \| 21. April 1986 – 4. Mai 1986 2 Wochen \| 2 \| Eri Nitta \| Koi no Rope o hodokanaide \| – \| \| 5. Mai 1986 – 11. Mai 1986 1 Woche \| 1 \| Onyanko Club \| Otto CHIKAN! \| – \| \| 12. Mai 1986 – 18. Mai 1986 1 Woche \| 1 \| Ushiroyubi Sasare-gumi \| Zō-san no Scanty \| – \| \| 19. Mai 1986 – 25. Mai 1986 1 Woche \| 1 \| Sayuri Kokusho \| Natsu o matenai \| – \| \| 26. Mai 1986 – 1. Juni 1986 1 Woche \| 1 \| Momoko Kikuchi \| Natsuiro kataomoi \| – \| \| 2. Juni 1986 – 8. Juni 1986 1 Woche \| 1 \| Satomi Fukunaga \| Kaze no Invitation \| – \| \| 9. Juni 1986 – 15. Juni 1986 1 Woche \| 1 \| Momoko Kikuchi \| Gypsy Queen \| – \| \| 16. Juni 1986 – 22. Juni 1986 1 Woche \| 1 \| The Checkers \| Song for U.S.A. \| – \| \| 23. Juni 1986 – 29. Juni 1986 1 Woche \| 1 \| Sanae Jōnouchi \| Ajisai bashi \| – \| \| 30. Juni 1986 – 6. Juli 1986 1 Woche \| 1 \| Nyangiras \| Jibun de yū no mo nandesu keredo \| – \| \| 7. Juli 1986 – 13. Juli 1986 1 Woche \| 1 \| Mamiko Takai \| Cinderella-tachi e no dengon \| – \| \| 14. Juli 1986 – 20. Juli 1986 1 Woche \| 1 \| Sonoko Kawai \| Saikai no Labyrinth \| – \| \| 21. Juli 1986 – 27. Juli 1986 1 Woche \| 1 \| Shōnen-tai \| Daimond Eyes \| – \| \| 28. Juli 1986 – 3. August 1986 1 Woche \| 1 \| Minayo Watanabe \| Hitomi ni yakusoku \| – \| \| 4. August 1986 – 10. August 1986 1 Woche \| 1 \| Onyanko Club \| Osaki ni shitsurei \| – \| \| 11. August 1986 – 17. August 1986 1 Woche \| 1 \| Eri Nitta \| Fushigi na tejina no yō ni \| – \| \| 18. August 1986 – 24. August 1986 1 Woche \| 1 \| Kuwata Band \| Skipped Beat \| – \| \| 25. August 1986 – 31. August 1986 1 Woche \| 1 \| Sayuri Kokush \| Noble red no shunkan \| – \| \| 1. September 1986 – 7. September 1986 1 Woche \| 1 \| Yuki Saitō \| Aozora no kakera \| – \| \| 8. September 1986 – 14. September 1986 1 Woche \| 1 \| Ushiroyubi Sasare-gumi \| Nagisa no kagi kakko \| – \| \| 15. September 1986 – 21. September 1986 1 Woche \| 1 \| Momoko Kikuchi \| Say Yes! \| – \| \| 22. September 1986 – 28. September 1986 1 Woche \| 1 \| Akie Yoshizawa \| Kagami no naka no watashi \| – \| \| 29. September 1986 – 5. Oktober 1986 1 Woche \| 1 \| Mamiko Takai \| Melody \| – \| \| 6. Oktober 1986 – 12. Oktober 1986 1 Woche \| 1 \| Akina Nakamori \| Fin \| – \| \| 13. Oktober 1986 – 19. Oktober 1986 1 Woche \| 1 \| Akemi Ishii \| CHA-CHA-CHA \| – \| \| 20. Oktober 1986 – 26. Oktober 1986 1 Woche \| 1 \| Marina Watanabe \| Shinkokyū shite \| – \| \| 27. Oktober 1986 – 2. November 1986 1 Woche \| 1 \| Minayo Watanabe \| Yuki no kaerimichi \| – \| \| 3. November 1986 – 9. November 1986 1 Woche \| 1 \| Sonoko Kawai \| Kanashii yoru o tomete \| – \| \| 10. November 1986 – 16. November 1986 1 Woche \| 1 \| Onyanko Club \| Koi wa Question \| – \| \| 17. November 1986 – 23. November 1986 1 Woche \| 1 \| Kuwata Band \| ONE DAY \| – \| \| 24. November 1986 – 30. November 1986 1 Woche \| 1 \| Eri Nitta \| Naisho de roman eiga \| – \| \| 1. Dezember 1986 – 7. Dezember 1986 1 Woche \| 1 \| Ushiroyubi Sasare-gumi \| Waza-ari! \| – \| \| 8. Dezember 1986 – 14. Dezember 1986 1 Woche \| 1 \| Shōnen-tai \| Ballad no yō ni nemure \| – \| \| 15. Dezember 1986 – 21. Dezember 1986 1 Woche \| 1 \| Sayuri Kokusho \| Ano natsu no Bike \| – \| \| 22. Dezember 1986 – 28. Dezember 1986 1 Woche \| 1 \| C-C-B \| Naimo no nedari no I Want You \| – \| \| 29. Dezember 1986 – 11. Januar 1987 2 Wochen \| 2 \| Mamiko Takai \| Yakusoku \| – \| |                                     |                                     |                                     |                           |
| ← 1985 |                                     |                                     |                                     | → 1987 →                  |
| Zeitraum | Wo. ges.                            | Interpret                           | Titel Autor(en)                     | Zusätzliche Informationen |
| (Zeitraum, Wochen auf Platz eins, Interpret, Titel, Autor[en], zusätzliche Informationen) |                                     |                                     |                                     |                           |
| 30. Dezember 1985 – 12. Januar 1986 2 Wochen (insgesamt 5) | 5                                   | Akiko Kobayashi                     | Koi ni Ochite: Fall in Love         | –                         |
| 13. Januar 1986 – 2. Februar 1986 3 Wochen | 3                                   | Eri Nitta                           | Fuyu no Opera Glass                 | –                         |
| 3. Februar 1986 – 9. Februar 1986 1 Woche | 1                                   | Ushiroyubi Sasare-gumi              | Banana no namida                    | –                         |
| 10. Februar 1986 – 16. Februar 1986 1 Woche | 1                                   | Yukiko Okada                        | Kuchibiru Network                   | –                         |
| 17. Februar 1986 – 23. Februar 1986 1 Woche | 1                                   | Akina Nakamori                      | DESIRE -Jōnetsu-                    | –                         |
| 24. Februar 1986 – 2. März 1986 1 Woche | 1                                   | Momoko Kikuchi                      | Broken Sunset                       | –                         |
| 3. März 1986 – 9. März 1986 1 Woche | 1                                   | Onyanko Club                        | Jā ne                               | –                         |
| 10. März 1986 – 23. März 1986 2 Wochen | 2                                   | Akie Yoshizawa                      | Kisetsu hazure no koi               | –                         |
| 24. März 1986 – 30. März 1986 1 Woche | 1                                   | Misato Watanabe                     | My Revolution                       | –                         |
| 31. März 1986 – 13. April 1986 2 Wochen | 2                                   | Sonoko Kawai                        | Aoi Stasion                         | –                         |
| 14. April 1986 – 20. April 1986 1 Woche | 1                                   | Nyangiras                           | Watashi wa Rika-chan                | –                         |
| 21. April 1986 – 4. Mai 1986 2 Wochen | 2                                   | Eri Nitta                           | Koi no Rope o hodokanaide           | –                         |
| 5. Mai 1986 – 11. Mai 1986 1 Woche | 1                                   | Onyanko Club                        | Otto CHIKAN!                        | –                         |
| 12. Mai 1986 – 18. Mai 1986 1 Woche | 1                                   | Ushiroyubi Sasare-gumi              | Zō-san no Scanty                    | –                         |
| 19. Mai 1986 – 25. Mai 1986 1 Woche | 1                                   | Sayuri Kokusho                      | Natsu o matenai                     | –                         |
| 26. Mai 1986 – 1. Juni 1986 1 Woche | 1                                   | Momoko Kikuchi                      | Natsuiro kataomoi                   | –                         |
| 2. Juni 1986 – 8. Juni 1986 1 Woche | 1                                   | Satomi Fukunaga                     | Kaze no Invitation                  | –                         |
| 9. Juni 1986 – 15. Juni 1986 1 Woche | 1                                   | Momoko Kikuchi                      | Gypsy Queen                         | –                         |
| 16. Juni 1986 – 22. Juni 1986 1 Woche | 1                                   | The Checkers                        | Song for U.S.A.                     | –                         |
| 23. Juni 1986 – 29. Juni 1986 1 Woche | 1                                   | Sanae Jōnouchi                      | Ajisai bashi                        | –                         |
| 30. Juni 1986 – 6. Juli 1986 1 Woche | 1                                   | Nyangiras                           | Jibun de yū no mo nandesu keredo    | –                         |
| 7. Juli 1986 – 13. Juli 1986 1 Woche | 1                                   | Mamiko Takai                        | Cinderella-tachi e no dengon        | –                         |
| 14. Juli 1986 – 20. Juli 1986 1 Woche | 1                                   | Sonoko Kawai                        | Saikai no Labyrinth                 | –                         |
| 21. Juli 1986 – 27. Juli 1986 1 Woche | 1                                   | Shōnen-tai                          | Daimond Eyes                        | –                         |
| 28. Juli 1986 – 3. August 1986 1 Woche | 1                                   | Minayo Watanabe                     | Hitomi ni yakusoku                  | –                         |
| 4. August 1986 – 10. August 1986 1 Woche | 1                                   | Onyanko Club                        | Osaki ni shitsurei                  | –                         |
| 11. August 1986 – 17. August 1986 1 Woche | 1                                   | Eri Nitta                           | Fushigi na tejina no yō ni          | –                         |
| 18. August 1986 – 24. August 1986 1 Woche | 1                                   | Kuwata Band                         | Skipped Beat                        | –                         |
| 25. August 1986 – 31. August 1986 1 Woche | 1                                   | Sayuri Kokush                       | Noble red no shunkan                | –                         |
| 1. September 1986 – 7. September 1986 1 Woche | 1                                   | Yuki Saitō                          | Aozora no kakera                    | –                         |
| 8. September 1986 – 14. September 1986 1 Woche | 1                                   | Ushiroyubi Sasare-gumi              | Nagisa no kagi kakko                | –                         |
| 15. September 1986 – 21. September 1986 1 Woche | 1                                   | Momoko Kikuchi                      | Say Yes!                            | –                         |
| 22. September 1986 – 28. September 1986 1 Woche | 1                                   | Akie Yoshizawa                      | Kagami no naka no watashi           | –                         |
| 29. September 1986 – 5. Oktober 1986 1 Woche | 1                                   | Mamiko Takai                        | Melody                              | –                         |
| 6. Oktober 1986 – 12. Oktober 1986 1 Woche | 1                                   | Akina Nakamori                      | Fin                                 | –                         |
| 13. Oktober 1986 – 19. Oktober 1986 1 Woche | 1                                   | Akemi Ishii                         | CHA-CHA-CHA                         | –                         |
| 20. Oktober 1986 – 26. Oktober 1986 1 Woche | 1                                   | Marina Watanabe                     | Shinkokyū shite                     | –                         |
| 27. Oktober 1986 – 2. November 1986 1 Woche | 1                                   | Minayo Watanabe                     | Yuki no kaerimichi                  | –                         |
| 3. November 1986 – 9. November 1986 1 Woche | 1                                   | Sonoko Kawai                        | Kanashii yoru o tomete              | –                         |
| 10. November 1986 – 16. November 1986 1 Woche | 1                                   | Onyanko Club                        | Koi wa Question                     | –                         |
| 17. November 1986 – 23. November 1986 1 Woche | 1                                   | Kuwata Band                         | ONE DAY                             | –                         |
| 24. November 1986 – 30. November 1986 1 Woche | 1                                   | Eri Nitta                           | Naisho de roman eiga                | –                         |
| 1. Dezember 1986 – 7. Dezember 1986 1 Woche | 1                                   | Ushiroyubi Sasare-gumi              | Waza-ari!                           | –                         |
| 8. Dezember 1986 – 14. Dezember 1986 1 Woche | 1                                   | Shōnen-tai                          | Ballad no yō ni nemure              | –                         |
| 15. Dezember 1986 – 21. Dezember 1986 1 Woche | 1                                   | Sayuri Kokusho                      | Ano natsu no Bike                   | –                         |
| 22. Dezember 1986 – 28. Dezember 1986 1 Woche | 1                                   | C-C-B                               | Naimo no nedari no I Want You       | –                         |
| 29. Dezember 1986 – 11. Januar 1987 2 Wochen | 2                                   | Mamiko Takai                        | Yakusoku                            | –                         |